# شركة محدودة
الشركة المحدودة أو الشركة محدودة المسؤولية (بالإنجليزية: Limited company)‏ هي شركة أو مؤسسة تتحدد مسؤولية المساهمين فيها بما يمتلكونه من استثمارات وضمانات داخل الشركة ، وهو النظام الأكثر شيوعا في شركات القطاع الخاص.
ومن جهة أخرى، فإن الشركة غير المحدودة المسؤولية تهتم بالمساهم كشخص بحد ذاته ويمكن ملاحقة المساهمين قضائياً لتسديد جميع التزامات الشركة من أموالهم الخاصة (إذا تطلب الأمر) بينما لا يحدث ذلك في الشركات المحدودة.
عادةً ما نلاحظ احرف Ltd مكتوبة بعد اسماء الشركات من هذا النوع.